# حریم آثار تاریخی
در آثار تاریخی، حریم، محدوده‌ای است که متولی اثر تاریخی بر اساس ضوابط قانونی برای حفظ اثر تاریخی تعیین می‌کند. حریم آثار تاریخی، باعث حفظ موجودیت و یکپارچگی اثر می‌شود.

## انواع حریم
یک طرح حریم از چند نوع حریم تشکیل می‌شود:
حریم حفاظتی
این حریم برای جلوگیری از فروریختن و آسیب دیدن کل اثر تعیین می‌شود. در این حریم، فعالیت‌ها، کاربری‌ها و ساخت‌وسازهای نامناسب بر روی نقشه مشخص می‌شود.
حریم بصری
این حریم برای ایجاد ارتباط دیداری دوطرفه بین محیط و اثر تاریخی تعیین می‌شود. به عبارت دیگر، حریم بصری، دید اثر تاریخی به بیرون و چشم‌انداز بیرون به اثر تاریخی را حفظ می‌کند و ارتقا می‌دهد.
حریم کاربردی
این حریم بدین جهت تعریف می‌شود که پیوستگی اثر تاریخی و محدوده پیوسته به آن، دارای پیوستگی و همگنی با کارکردهای شهرها و مراکز تاریخی باشد. در تعیین این نوع حریم، بخش ویژه‌ای به تعیین کارکردهای مطلوب و قابل توصیه اختصاص می‌یابد.